# Nederländernas U21-herrlandslag i fotboll

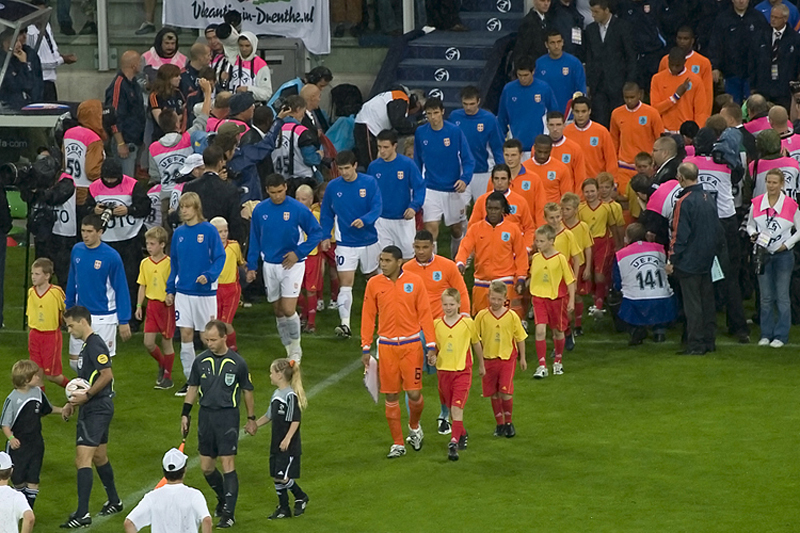
Nederländernas U21-landslag möter Serbien på Euroborg i Groningen i finalen av U21-EM 2007.

Nederländernas U21-landslag i fotboll är ett landslag för nederländska fotbollsspelare, 21 år gamla eller yngre vid den tidpunkt då ett kvalspel till en europeisk U21-turnering inleds. Vid själva turneringen får man vara max 23 år gammal.
U21-landslaget bildades 1976 till följd av omgrupperingen av Uefas ungdomsturneringar. Innan dess hade Nederländerna ett U23-landslag, som nått kvartsfinalerna i alla tre U23-turneringar. U21-landslaget hade dock inget bra facit, då de misslyckats att kvalificera sig för nio av femton turneringar. Laget var inte med i 1978 års turnering, men har sedan dess nått semifinalerna två gånger, och kvalificerat sig för kvartsfinal vid tre andra tillfällen.
År 2006 lyckades Nederländernas U21-herrlandslag i fotboll under tränaren Foppe de Haan vinna U21-Europamästerskapet i fotboll. Klaas-Jan Huntelaar blev turneringens bästa målgörare med 4 mål och slog även Roy Makaays och Arnold Brugginks rekord i sin senaste match för U21-landslaget, då han gjorde sitt artonde mål. Följande år försvarade landslaget sin titel och vann återigen U21-EM efter att ha slagit Serbien med 4–1 i finalen. Maceo Rigters blev turneringens bästa målgörare med 4 mål och Royston Drenthe blev utsedd till turneringens bästa spelare. Vinsten betydde att Nederländernas U21-landslag kvalificerade sig för spel i Sommar-OS 2008 i Beijing. Laget misslyckades dock med att kvalificera sig för U21-EM 2009, efter att ha förlorat mot Schweiz i deras sista kvalmatch.

## Spelare

### Spelartruppen
- Följande spelare var uttagna till kvalmatcherna till U21-EM 2023.[1]
- Matchdagar: 3, 7 och 11 juni 2022
- Motståndare:  Moldavien,  Gibraltar och  Wales
- Matcher och mål är korrekta per den: 3 juni 2022 efter matchen mot  Moldavien
- Spelare i fetstil har även representerat seniorlandslaget.

| Nr | Pos. | Namn                 | Födelsedatum (ålder) | Matcher | Mål |               | Klubb                  |
| -- | ---- | -------------------- | -------------------- | ------- | --- | ------------- | ---------------------- |
|    | MV   | Jasper Schendelaar   | 2 september 2000     | 0       | 0   | Nederländerna | PEC Zwolle             |
|    | MV   | Kjell Scherpen       | 23 januari 2000      | 15      | 0   | England       | Brighton & Hove Albion |
|    | MV   | Hugo Wentges         | 11 februari 2002     | 0       | 0   | Nederländerna | ADO Den Haag           |
|    |      |                      |                      |         |     |               |                        |
|    | F    | Mitchel Bakker       | 20 juni 2000         | 15      | 0   | Tyskland      | Bayer Leverkusen       |
|    | F    | Sven Botman          | 12 januari 2000      | 11      | 2   | Frankrike     | Lille                  |
|    | F    | Lutsharel Geertruida | 18 juli 2000         | 4       | 0   | Nederländerna | Feyenoord              |
|    | F    | Denso Kasius         | 6 oktober 2002       | 1       | 0   | Italien       | Bologna                |
|    | F    | Devyne Rensch        | 18 januari 2003      | 4       | 0   | Nederländerna | Ajax                   |
|    | F    | Micky van de Ven     | 19 april 2001        | 2       | 0   | Tyskland      | VfL Wolfsburg          |
|    | F    | Sepp van den Berg    | 20 december 2001     | 4       | 0   | England       | Liverpool              |
|    | F    | Milan van Ewijk      | 8 september 2000     | 3       | 0   | Nederländerna | Heerenveen             |
|    | F    | Jan Paul van Hecke   | 8 juni 2000          | 1       | 0   | England       | Brighton & Hove Albion |
|    |      |                      |                      |         |     |               |                        |
|    | MF   | Wouter Burger        | 16 februari 2001     | 2       | 0   | Schweiz       | Basel                  |
|    | MF   | Jurgen Ekkelenkamp   | 5 april 2000         | 13      | 7   | Tyskland      | Hertha Berlin          |
|    | MF   | Sven Mijnans         | 9 mars 2000          | 0       | 0   | Nederländerna | Sparta Rotterdam       |
|    | MF   | Kenneth Taylor       | 16 maj 2002          | 7       | 0   | Nederländerna | Ajax                   |
|    | MF   | Quinten Timber       | 17 juni 2001         | 8       | 1   | Nederländerna | Utrecht                |
|    | MF   | Daniël van Kaam      | 23 juni 2000         | 5       | 0   | Nederländerna | Groningen              |
|    |      |                      |                      |         |     |               |                        |
|    | A    | Myron Boadu          | 14 januari 2001      | 15      | 11  | Frankrike     | AS Monaco              |
|    | A    | Brian Brobbey        | 1 februari 2002      | 10      | 5   | Nederländerna | Ajax                   |
|    | A    | Daishawn Redan       | 2 februari 2001      | 7       | 3   | Nederländerna | PEC Zwolle             |
|    | A    | Elayis Tavşan        | 30 april 2001        | 2       | 2   | Nederländerna | NEC Nijmegen           |
|    | A    | Joshua Zirkzee       | 21 maj 2001          | 11      | 7   | Belgien       | Anderlecht             |